# Anna Gandler
Anna Gandler, née le 5 janvier 2001, est une biathlète autrichienne.  Elle a fait ses débuts en coupe du monde à Hochfilzen en décembre 2022.

## Carrière
Anna Gandler commence la saison 2022-2023 en IBU Cup lors de l'étape d'ouverture à Idre. Grâce à 3 top-10 en 4 courses, elle est sélectionnée ensuite pour l'étape de coupe du monde d'Hochfilzen, où elle se qualifie pour sa première poursuite et inscrit également ses premiers points. La semaine suivante au Grand-Bornand, elle se qualifie pour sa première mass-start et consolide sa place en coupe en monde en terminant 3 fois dans le top-20. Elle est ensuite sélectionnée pour les championnats du monde 2023 à Oberhof, où elle se classe notamment 24e de l'individuel et cinquième du relais avec ses coéquipières autrichiennes. Elle confirme sa progression à la fin de l'hiver et signe son premier top 10 en Coupe du monde en terminant 7e de la mass-start finale à Oslo-Holmenkollen en mars. Elle finit sa première saison de Coupe du monde au 32e rang du classement général et quatrième du classement des jeunes de moins de 25 ans.
Elle continue sa progression lors de la Coupe du monde de biathlon 2023-2024 qu'elle termine à la 19e place au classement général, enchainant quatre cérémonies des fleurs sur les cinq dernières courses individuelles dont son meilleur résultat en carrière en coupe du monde avec une 5e place sur la mass start de Canmore,,.

## Vie personnelle
Elle est la fille de Markus Gandler, ancien fondeur médaillé d'argent aux 10 km classique des Jeux olympiques de Nagano en 1998. Elle est la compagne du biathlète français Émilien Claude.

## Palmarès

### Championnats du monde
| Édition \ Épreuve | Individuel | Sprint | Poursuite | Mass start | Relais | Relais mixte | Relais mixte simple |
| ----------------- | ---------- | ------ | --------- | ---------- | ------ | ------------ | ------------------- |
| Oberhof 2023      | 24e        | 49e    | 29e       | —          | 5e     | —            | —                   |
| Nové Město 2024   | 19e        | 11e    | 12e       | 7e         | 8e     | 6e           | —                   |
| Lenzerheide 2025  | —          | 33e    | DNS       | —          | —      | 17e          | —                   |

Légende :
- — : non disputée par Gandler

### Coupe du monde
- Meilleur classement général : 19e en 2024.
- Meilleur résultat individuel : 5e de la mass start de Canmore en 2024.

Mis à jour le 17 mars 2024

#### Classements en Coupe du monde
| Saison    | Classement général final | Individuel | Sprint | Poursuite | Mass start |
| 2022-2023 | 32e                      | nc         | 35e    | 35e       | 26e        |
| 2023-2024 | 19e                      | 42e        | 19e    | 17e       | 24e        |
| 2024-2025 | 43e                      | 19e        | 45e    | 54e       | 36e        |

#### Résultats détaillés en Coupe du monde
| Résultats détaillés en Coupe du monde | Résultats détaillés en Coupe du monde | Résultats détaillés en Coupe du monde | Résultats détaillés en Coupe du monde | Résultats détaillés en Coupe du monde | Résultats détaillés en Coupe du monde | Résultats détaillés en Coupe du monde | Résultats détaillés en Coupe du monde | Résultats détaillés en Coupe du monde | Résultats détaillés en Coupe du monde | Résultats détaillés en Coupe du monde | Résultats détaillés en Coupe du monde | Résultats détaillés en Coupe du monde | Résultats détaillés en Coupe du monde | Résultats détaillés en Coupe du monde | Résultats détaillés en Coupe du monde | Résultats détaillés en Coupe du monde | Résultats détaillés en Coupe du monde | Résultats détaillés en Coupe du monde | Résultats détaillés en Coupe du monde | Résultats détaillés en Coupe du monde | Résultats détaillés en Coupe du monde | Résultats détaillés en Coupe du monde | Résultats détaillés en Coupe du monde | Résultats détaillés en Coupe du monde | Résultats détaillés en Coupe du monde | Résultats détaillés en Coupe du monde |
| Saison                                | 1                                     | 2                                     | 3                                     | 4                                     | 5                                     | 6                                     | 7                                     | 8                                     | 9                                     | 10                                    | 11                                    | 12                                    | 13                                    | 14                                    | 15                                    | 16                                    | 17                                    | 18                                    | 19                                    | 20                                    | 21                                    | 22                                    | 23                                    | 24                                    | 25                                    | Classement                            |
| ------------------------------------- | ------------------------------------- | ------------------------------------- | ------------------------------------- | ------------------------------------- | ------------------------------------- | ------------------------------------- | ------------------------------------- | ------------------------------------- | ------------------------------------- | ------------------------------------- | ------------------------------------- | ------------------------------------- | ------------------------------------- | ------------------------------------- | ------------------------------------- | ------------------------------------- | ------------------------------------- | ------------------------------------- | ------------------------------------- | ------------------------------------- | ------------------------------------- | ------------------------------------- | ------------------------------------- | ------------------------------------- | ------------------------------------- | ------------------------------------- |
| 2022-2023                             |                                       |                                       |                                       |                                       |                                       |                                       |                                       |                                       |                                       |                                       |                                       |                                       |                                       |                                       | .                                     | .                                     | .                                     | .                                     |                                       |                                       |                                       |                                       |                                       |                                       |                                       | 32e                                   |
| 2022-2023                             | IN                                    | SP                                    | PU                                    | SP 51e                                | PU 30e                                | SP 20e                                | PU 11e                                | MS 19e                                | SP 26e                                | PU 37e                                | IN                                    | MS                                    | SP 39e                                | PU Élim.                              | SP 49e                                | PU 29e                                | IN 24e                                | MS                                    | SP 48e                                | PU 33e                                | IN 59e                                | MS                                    | SP 13e                                | PU Ann.                               | MS 7e                                 | 32e                                   |
| 2023-2024                             |                                       |                                       |                                       |                                       |                                       |                                       |                                       |                                       |                                       |                                       |                                       |                                       |                                       |                                       | .                                     | .                                     | .                                     | .                                     |                                       |                                       |                                       |                                       |                                       |                                       |                                       | 19e                                   |
| 2023-2024                             | IN 78e                                | SP 45e                                | PU 24e                                | SP 11e                                | PU 10e                                | SP 51e                                | PU N.P.                               | MS                                    | SP 30e                                | PU 30e                                | SP 51e                                | PU 39e                                | SI 55e                                | MS                                    | SP 11e                                | PU 12e                                | IN 19e                                | MS 7e                                 | IN 15e                                | MS 17e                                | SP 6e                                 | PU 8e                                 | SP 6e                                 | PU 6e                                 | MS 5e                                 | 19e                                   |
| 2024-2025                             |                                       |                                       |                                       |                                       |                                       |                                       |                                       |                                       |                                       |                                       |                                       |                                       |                                       |                                       | .                                     | .                                     | .                                     | .                                     |                                       |                                       |                                       |                                       |                                       |                                       |                                       | 43e                                   |
| 2024-2025                             | SI 35e                                | SP 19e                                | MS 27e                                | SP 27e                                | PU 24e                                | SP 72e                                | PU                                    | MS                                    | SP 33e                                | PU 46e                                | IN 6e                                 | MS 15e                                | SP 61e                                | PU                                    | SP 33e                                | PU DNS                                | IN                                    | MS                                    | SP DNS                                | PU                                    | IN                                    | MS                                    | SP                                    | PU                                    | MS                                    | 43e                                   |

### IBU Cup
- 1 podium individuel : 1 deuxième place, au sprint de Nové Město en février 2022

### Championnats du monde jeunes et juniors

#### Juniors
- Obertilliach 2021
  -  Médaille de bronze du relais

#### Jeunes
- Lenzerheide 2020
  -  Médaille d'or de la poursuite
  -  Médaille de bronze de l'individuel
- Brezno-Osrblie 2017
  -  Médaille d'argent du sprint

### Championnats d'Europe juniors
- Hochfilzen 2021
  -  Médaille d'or de l'individuel